# 9K32
9K32 ストレラ-2（ロシア語: 9К32 Стрела-2 ヂェーヴャチ・カー・トリーッツァヂ・ドヴァー・ストリラー・ドヴァー、Strela-2）は、ソ連で開発された携帯式防空ミサイルシステム（MANPADS）。小型の発射装置と赤外線誘導ミサイルの組み合わせにより、歩兵が携行・発射できる。ミサイル弾体は9M32（9М32 ヂェーヴャチ・エーム・トリーッツァヂ・ドヴァー）と呼ばれる。NATOによって用いられたNATOコードネームはグレイル（Grail）、DoD番号はSA-7。なお、「ストレラ」はロシア語で「矢」の意味。

## 概要
9K32 ストレラ-2は、車載式の9K31 ストレラと並行して1959年頃から開発され、1968年前後に量産および配備が開始された。筒状のコンテナにミサイルが入っており、その下に小型の発射装置と引き金、ミサイル電源用の小型熱電池が取り付けられている。
ミサイルの射程は550-5,500m程度、高度18-4,500m程度の目標に対応する。誘導方式はパッシブ赤外線ホーミング方式であり、ミサイル先端の赤外線シーカーが目標の航空機の熱を感知し追跡する。ただし、本機の赤外線シーカーは冷却措置を持たない硫化鉛（PbS）焦電素子を用いたものであり、検知波長の関係上、必ずしも目標を適切に捕捉できない場合があり、特に初期型は性能が劣るとされている。
目標に直撃した場合、炸薬（HE）1.15kgが爆発し目標を破壊する。また、目標を逃した場合は、15秒程度で自爆する仕組みになっている。発射装置は別のミサイル容器に取りつけて再使用できる。
9K32は輸出が積極的に行われ、実戦でも多数が用いられている。中東戦争ではアラブ諸国に供給され、ベトナム戦争では北ベトナム軍に供給されて南ベトナム軍やアメリカ軍ヘリコプターを相当数撃墜している。アフガニスタン紛争においては、ムジャーヒディーン側が中国やエジプトの9K32のコピー品を使用していた。これらはCIAやサウジアラビアの支援団体などが供給したものであり、皮肉にも自国が開発した兵器の複製品で自分たちの航空機が狙われたのである。近年では、湾岸戦争やイラク戦争でも存在が確認されている。2012年には、ヒズボラが9K32を用いてイスラエルのヘリコプターを攻撃したとの報道もなされた。
基本型の9K32は射程が短く、炸薬量が少ない点、フレアに対して脆弱な点などが欠点だが、海外製の派生型はこれらを改良しているとされる。生産数も多く、現在では世界中に拡散しており、非正規軍やテロリストの手にも渡っているものと見られる。特に、2010年のアラブの春に端を発する中東各国の政権崩壊の混乱により、軍が保有している武器がテロリストに流出しており、9K32も例外ではない。
後継は9K34 ストレラ-3。

## 派生型
9K32 ストレラ-2
初期量産型。NATOコードネームはSA-7A。
9K32M ストレラ-2M
改良型。NATOコードネームはSA-7B。

HN-5
9K32を元に開発した中国の携帯式防空ミサイルシステム。
HN-5A
HN-5の改良型。

화승총（Hwasung-Chong）
北朝鮮での生産型。
Ayn as Saqr
エジプトでの生産型。
Anza MK-1
パキスタンでの生産型。
このほかに、艦載型（運用側の名称はストレラ-2のままだが、DoD番号は新たにSA-N-5が付されている）、車載型も開発・配備されている。そのほか、ユーゴスラビアなどでも派生型が開発されている。また、現地改修型と分類すべき派生型も多く、必ずしもすべては把握されていない。

## 配備国
- アフガニスタン
- アルバニア
- アルジェリア
- アンゴラ
- アルメニア
- アゼルバイジャン - 2024年時点で、アゼルバイジャン陸軍が9K32を保有[4]。
- ボツワナ
- ベナン
- ブルガリア - 2024年時点で、ブルガリア陸軍が9K32を保有[5]。
- ブルキナファソ
- カンボジア
- カーボベルデ - 2023年時点で、カーボベルデ国家警備隊が9K32を保有[6]。
- クロアチア - 2024年時点で、クロアチア陸軍が9K32Mを保有[7]。
- キューバ
- キプロス
- チェコ
- エクアドル - 2024年時点で、エクアドル陸軍が9K32を保有[8]。
- エジプト
- エチオピア
- フィンランド - 回収または廃棄。
- ジョージア - 2024年時点で、ジョージア陸軍が9K32を保有[9]。
- 東ドイツ
- ガーナ
- ギニアビサウ - 2024年時点で、ギニアビサウ陸軍が9K32を保有[10]。
- ハンガリー
- インドネシア
- インド - 回収または廃棄の予定。
- イラン
- イラク
- エジプト - 「SaKr-Eye」の名で生産。
- クウェート
- キルギス - 2023年時点で、キルギス陸軍が9K32を保有[11]。
- ラオス
- レバノン - レバノン侵攻 (2006年)で国軍が使用。2024年時点で、レバノン陸軍が9K32 ストレラｰ2Mを保有[12]。
  - ヒズボラ
  - レバノン軍団 - 内戦時代に装備。
- リビア
- モーリタニア
- モロッコ
- モザンビーク
- ミャンマー - HN-5/HN-5A。
  - ワ州連合軍 - HN-5Aを装備。
  - モンタイ軍 - 入手経路不明であるがSA-7を装備していた。
- ニカラグア
- オマーン - 2023年時点で、オマーン陸軍が9K32を保有[13]。
- 北朝鮮
- パキスタン
- ロシア
- ペルー
- ポーランド
- シエラレオネ
- セルビア - 600基。
- スロバキア
- ソマリランド
- スーダン
- シリア
- タジキスタン - 2023年時点で、タジキスタン陸軍が9K32を保有[14]。
- タンザニア - 2024年時点で、タンザニア空軍が9K32を保有[15]。
- トルクメニスタン - 2024年時点で、トルクメニスタン陸軍が9K32を保有[16]。
- ウクライナ
- ベトナム
- ユーゴスラビア
- ザンビア
- ジンバブエ

## 登場作品

### ドラマ
『ロシア特殊部隊スペツナズ』

### 漫画・アニメ
『ヨルムンガンド』
民兵組織「バルドラ」が、ココたちの乗るAn-12 カブ輸送機を迎撃する際に使用。

### ゲーム
『ARMA 2』

『Armed Assault』

『Operation Flashpoint: Cold War Crisis』
ソ連軍とレジスタンス陣営の対空ミサイル手兵科で使用可能な地対空ミサイルとして登場する。
『グランド・セフト・オート・サンアンドレアス』
「熱追尾式ロケットランチャー」の名称で登場する。航空機・車両・船舶に対しロックオンが可能。
『コール オブ デューティ ブラックオプス』
名称が「ストレラ3」になっている。
『バトルフィールド ベトナム』
北ベトナム軍とベトコンで使用可能。
『フィクショナル・トルーパーズ』
エストビア連邦軍の歩兵装備として登場する。